# Integridad del Entorno Web
La Integridad del Entorno Web (del inglés, Web Environment Integrity o WEI) es una propuesta de API desarrollada actualmente para Google Chrome. Desde agosto de 2023, la WEI es compatible con Android.

## Propuesta
La norma propone una API por la cual los sitios web puedan obtener un token firmado digitalmente que contenga el nombre del certificante y si este considera al cliente web como auténtico. La meta de la propuesta es sólo permitir a usuarios humanos el acceso a determinados sitios en contraposición a programas automatizados, así como "permitir a los servidores web evaluar la autenticidad del dispositivo y la honesta representación del conjunto de software y tráfico desde este". El acceso a esta API no estará permitido en instancias no seguras (HTTP).

## Recepción
La propuesta ha sido ampliamente criticada por limitar el desarrollo web con propósitos generales y por estar en contra de la web abierta, incluso llegando a ser comparada con la gestión de derechos digitales.
| Entidad                        | Fecha      | Postura  | Cita                                                      |
| ------------------------------ | ---------- | -------- | --------------------------------------------------------- |
| Mozilla                        | 2023-07-25 | Se opone | contradice nuestros principios y nuestra visión de la Web |
| Vivaldi                        | 2023-07-27 | Se opone | peligroso                                                 |
| Free Software Foundation       | 2023-07-29 | Se opone | un ataque a la Internet libre                             |
| Brave Software                 | 2023-07-31 | Se opone | basura que Google pone en Chromium                        |
| Electronic Frontier Foundation | 2023-08-07 | Se opone | una mala idea que Google no debería perseguir             |

Chris Palmer, un ex-ingeniero de Google, expresó su preocupación por el efecto que podría tener la API en la disponibilidad de la web como plataforma de aplicaciones y llamó a su retracción.